# Norman Pollack
Norman Pollack, född 1933, död 11 juni 2017, var en amerikansk historiker, professor emeritus från Michigan State University. 
Under sin långvariga verksamhet intog Norman Pollack radikala ståndpunkter i USA:s politik. Han medverkade flitigt i tidskriften Counterpunch.
Han riktade under senare år kraftig kritik från vänster mot Obamas politik, särskilt det hemliga kriget med drönare  och spionaget såväl inrikes som utrikes och tvekade inte att beteckna detta som liberal fascism:
”Jag använder ”fascism” här inte som en kliché utan som ett historisk-strukturellt begrepp främst rotat i det mogna stadium av kapitalism, där affärsvärld och regering gemensamt … har skapat hierarkiska sociala klasser med stora skillnader i rikedom och makt, militarisering av samhälleliga värderingar och geopolitisk strategi, samt en falsk ideologi om klasslöshet för att ingjuta lojalitet till den sociala ordningen bland det arbetande folket – dock skickligt maskerad med liberalismens retorik, som under Obamas presidenttid.”